# Nicolaus van Damascus
Nicolaus van Damascus (Oudgrieks: Νικόλαος) was een oud-Grieks geschiedschrijver.
Nicolaus was een vriend van Herodes de Grote. Hij was tevens onderwijzer van de kinderen van Marcus Antonius en Cleopatra VII.
Hij schreef, behalve verscheidene kleinere werken (onder andere een biografie van keizer Augustus, een autobiografie en enkele komedies en tragedies), een zeer uitgebreide algemene geschiedenis, waarvan betrekkelijk weinig bewaard is gebleven.

## Referentie
- art. Nicolāus, in J.G. Schlimmer - Z.C. De Boer, Woordenboek der Grieksche en Romeinsche Oudheid, Haarlem, 19203, p. 426.